# 이단심문

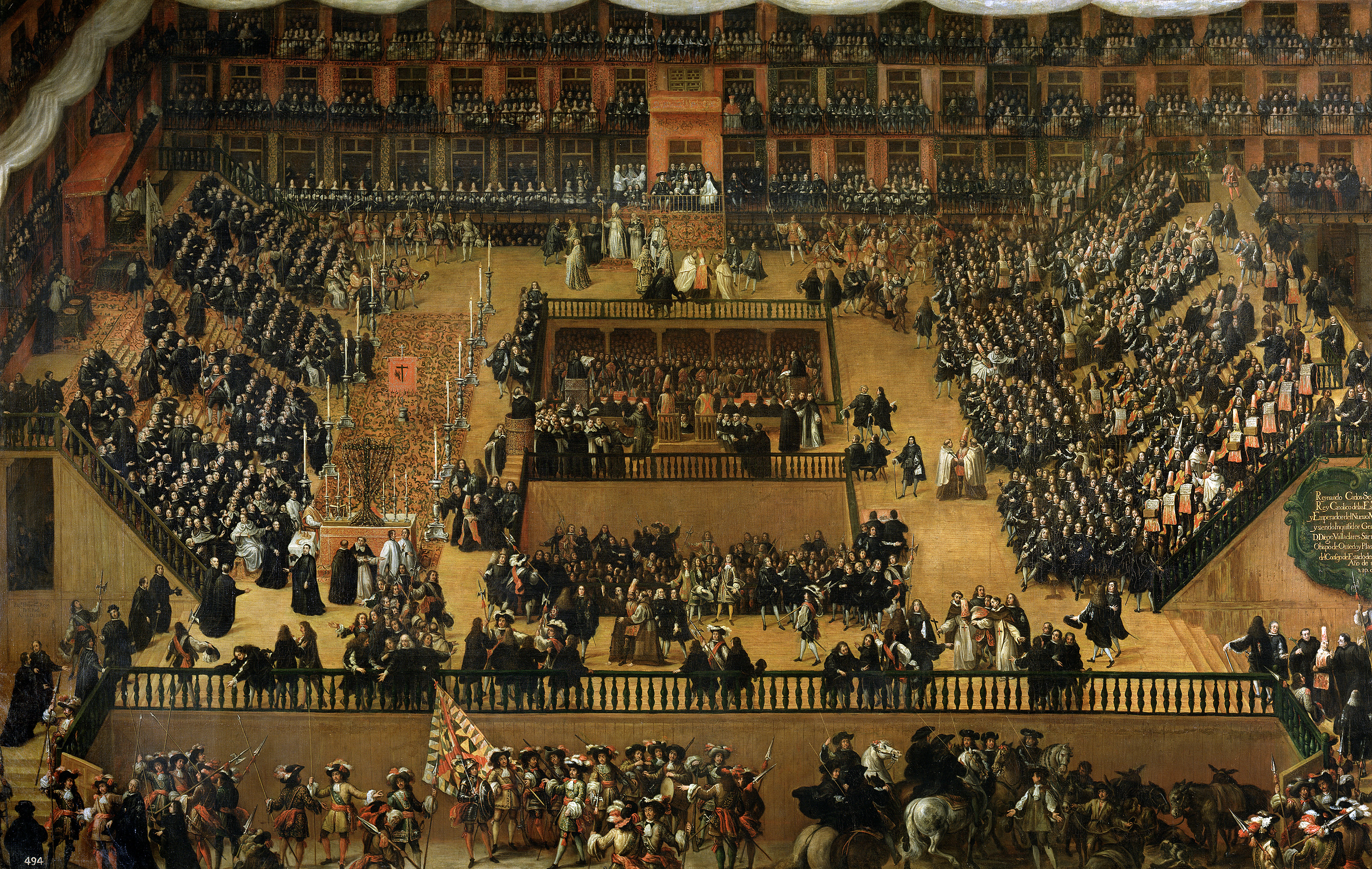
1683년 에스파냐 마드리드에서의 이단심문.

이단심문(異端審問, 라틴어: inquisitio)은 중세 이후 로마 교황청에서 정통 기독교 신학에 반하는 가르침(이단)을 전파하는 혐의를 받은 사람을 재판하기 위해 설치한 제도이다. 이단심문을 실시하는 시설은 ‘이단심문소’, 이단심문을 실행에 옮기는 사람은 ‘이단심문관’이라고 부른다. 이단심문이라고 해도 중세 초기의 이단심문, 에스파냐 이단심문, 로마 이단심문, 이 세 가지로 분류되며 각각 시대 배경과 성격이 판이하게 다르다.
덧붙여 마녀 재판(마녀사냥)은 위 이단심문의 형식을 일부 차용하고 있지만, 그 성격(이단은 기독교인이지만 잘못된 신앙을 갖고 있는 사람인 데 반해, 마녀나 마법사는 원래 그리스도를 믿지 않는다고 여겨지는 사람들이기 때문에 완전히 다르다.)이나 실시된 지역과 시대에 현격한 차이가 나기 때문에, 이단심문과는 별도의 것으로 분류하는 것이 적절하다.

## 기원
이단심문은 이단을 근절하는 것을 목적으로 하는 시스템이며, 이단심문소는 이단심문을 실시하는 시설을 일컫는다. 초기 기독교에서는 그리스도론 등 수많은 신학 논쟁이 있어 왔지만, 로마 황제 콘스탄티누스 1세에 의한 공인 이후 기독교와 로마 제국의 통치 체제가 통합해 가면서 기존의 정통과는 다른 사상을 용인하는 것은 통치 체제의 안정을 위험하게 만들 소지가 커져갔다. 그리하여, 교리에 대해 다른 의견이 제시되었을 경우나 의견의 대립이 일어났을 경우에는 자주 교회회의나 공의회를 열어 토의 판단하여 오류로 간주된 설은 이단으로서 거부되었다. 이 과정에서 기독교 신학은 서서히 이론화되어 확립해 나갔다. 이와 같이 정통과 이단이라고 하는 문제에서는 종교 문제라고 하는 형식 뒤에, 항상 정치 문제와 권력자의 의향이 다분하였다.
서유럽에서는 서로마 제국의 멸망과 이후의 혼란기가 닥쳐왔음에도 기독교 이단 문제는 별로 다루어지지 않았지만, 12세기 이후 서유럽의 각 세력이 자신들의 영토에서 권위를 집중화하는 것을 목표로 하는 가운데, 이단자가 다시 통치 체제의 안정을 뒤흔드는 위험 분자로 간주되어 갔다.

## 중세의 이단심문
중세의 이단심문이라고 불리는 최초의 이단심문이 시작된 것은, 12세기 프랑스 남부에서 카타리파가 그 영향력을 확대하는 것이 직접적인 계기가 되었다. 앞서 말한 것처럼 이단 문제는 다분히 정치 문제이며, 지역 영주들이 치안을 어지럽힌다고 하여 개별적으로 지역 내의 카타리파를 체포하거나 재판을 실시하고 있었지만, 이러한 종래의 방법을 정리한 형태로 1184년의 교황 회칙에 의해서 교회의 공식적인 이단심문법이 나왔다. 그에 따르면, 이단으로 판별된 사람은 각 지역 교구의 주교의 관할로 넘겨져 심문을 받게 되었다. 주교들은 정기적으로 자기 소속의 교구를 돌아보며 이단자가 없는지를 확인해야 했다.

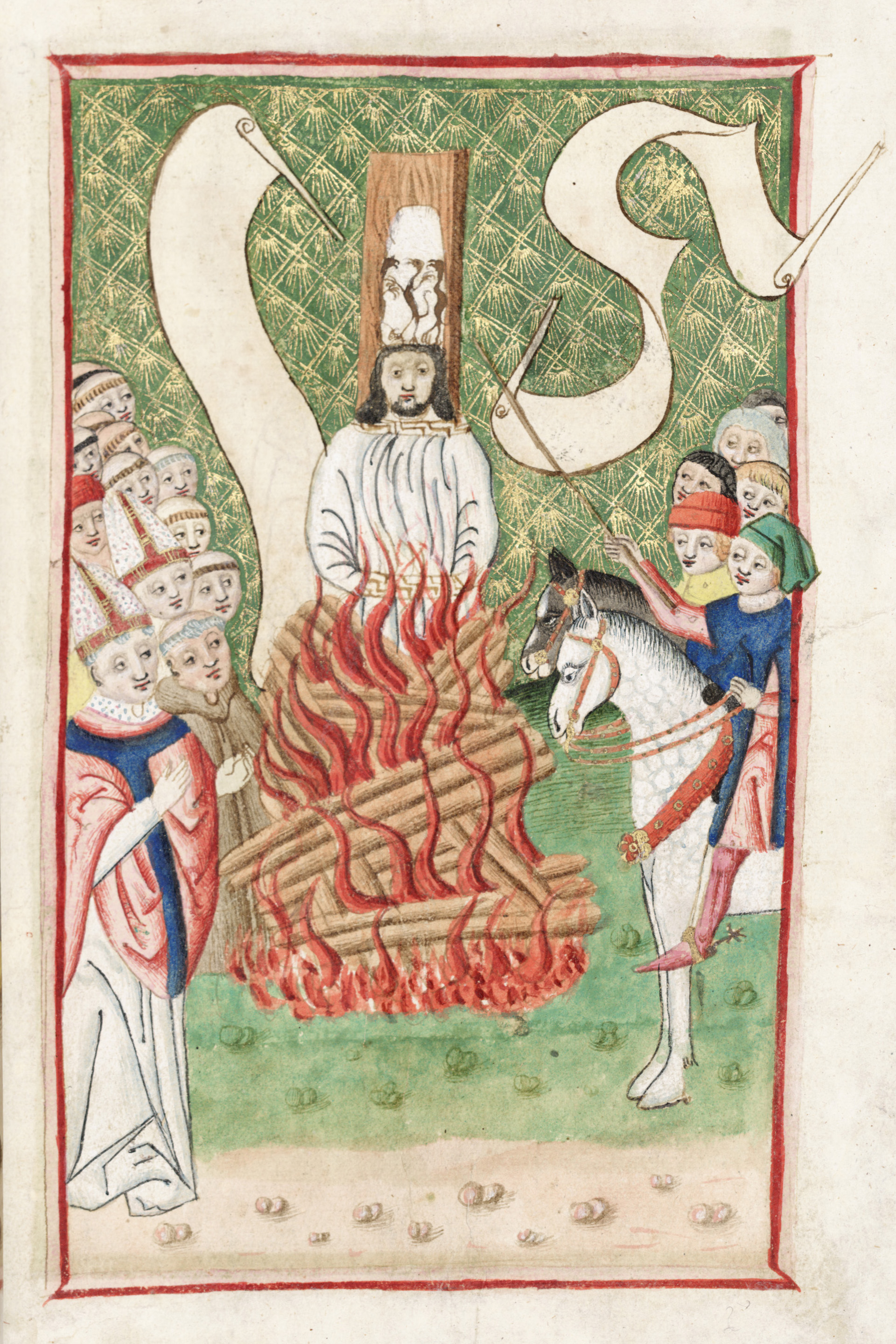
얀 후스의 화형.

교회에는 일반적인 사법권이나 처벌권이 없었기 때문에 이 제도가 그만큼 엄밀하게 적용되지 않았지만, 세속 영주들이 교회의 이단심문을 보조하는 형태로 이단심문에서 유죄 판결을 받은 죄수를 인수하여 처벌하는 양상으로 변했다. 특히 신성 로마 제국의 프리드리히 2세는 제4차 라테라노 공의회에서 체결한 이단심문 제도를 제국법에 추가하여 법제화해, 최고로 사형까지 판결할 수 있도록 했다. 1230년대에 들어오면서 종래의 주교들이 심문을 실시하는 형태로 바뀌고, 교황이 직접 임명한 이단심문관이 각지를 돌며 이단심문을 엄중하게 실시하게 되었다. 이러한 형식을 정돈한 것은 당시의 교황 그레고리오 9세이며, 이단심문관은 당시 학식이 뛰어난 수도회로 알려진 도미니코회원이 맡는 경우가 많았다. 당시의 이단심문이 어떻게 행해지고 있었는가는 1307년부터 1323년까지 툴루즈의 이단심문관으로 근무한 베르나르 기가 저술한 이단심문의 수속 등에서 알 수 있다.
이런 종류의 이단심문 제도는 독일이나 스칸디나비아반도 등 북유럽으로도 확대해 갔지만, 거의 정착되지 않고 장소에 따라서는 온건한 형태의 것으로 변용해 갔다. 또, 잉글랜드에서는 이단심문이 거의 행해지지 않았다. 중세의 이단심문이 어느 정도의 규모로 행해졌었는지는 정확히 알 수가 없지만, 오늘날 사람들이 흔히 상상하는 것만큼 빈번히 행해졌다고는 생각하기 어렵다. 기록에 의하면, 중세 이단심문이 가장 활발하게 행해진 1233년에 프랑스 남부의 이단심문관으로 임명된 로베르 르 푸티는 수백 명에게 화형을 선고했지만 교황청에서는 형벌이 너무 가혹하다는 이유로 그를 1년간 해임하였다. 유명한 베르나르 드 기는 이단심문관을 16년 간이나 근무했지만, 사형을 선고한 것은 40건에 지나지 않았다.

## 에스파냐의 이단심문

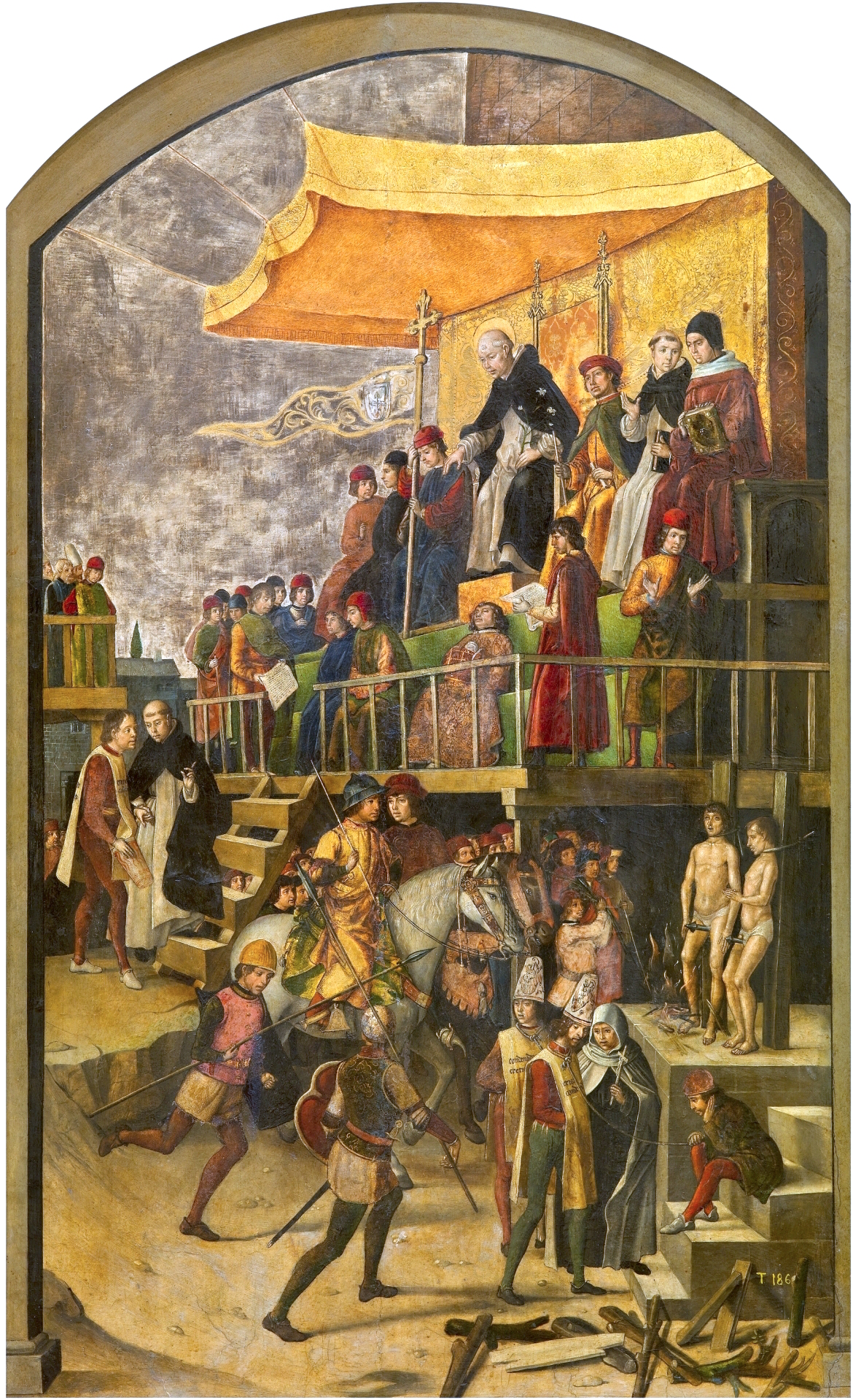
성 도미니코의 알비파 이단심문(1475년).

이단심문의 역사에서 특출나는 에스파냐 이단심문은 중세의 이단심문과는 또 다른 성격을 갖고 있었다. 15세기가 끝나면서, 아라곤의 페르난도 2세와 카스티야의 이사벨 1세의 결혼을 통해 에스파냐 연합 왕국이 탄생했다. 당시 에스파냐에는 로마 가톨릭으로 개종한 무슬림이나 유대인이 많았는데, 이들을 국내 통일과 안정을 저해하는 요소로 인식한 왕은 교황에게 에스파냐 국내에서의 독자적인 이단심문 기관의 설치를 허가해 줄 것을 청원하였다.
이것이 교황의 간섭에서 벗어난 독자적인 이단심문인 데다가, 이단심문이 정치적으로 이용될 위험성을 꿰뚫어 보고 있던 교황은 불가의 입장을 고수하였으나, 페르난도 왕의 정치적 공세에 의해 결국 승인을 받는 데 성공했다. 그 결과 에스파냐 이단심문은 수많은 처형자가 속출했으며, 이단심문의 어두운 이미지를 부각시켜 기독교에 어두운 역사가 드리우게 되었다.
갈릴레오 갈릴레이가 지동설 주장했다가 종교 재판에 회부된 것도 스페인 종교재판소가 로마에 의뢰해서 열린 것이었다.  국가 차원에서 종교 재판소를 운영하면서 이교도적인 요소를 탄압했다.  심하면 화형이나 교수형에 처해졌다.

## 로마의 이단심문
1542년 7월21일 교황 바오로 3세의 칙령에 의해 재조직된 이단심문소는 종래와 같이 교황에 의해 소수의 이단심문관이 임명되는 형식을 중지하고, 프로테스탄트에 대한 탄압을 위한 조직으로 가톨릭에 대한 비판적인 서적의 출판을 감독하는 임무를 부여받았다. 교황의 칙령에 따라 모든 출판물은 종교심문소의 사전 허락 없이는 금지되었다. 1559년 트리엔트 공의회의 권고에 따라 첫번째 금서목록(Index of Prohibited Books)과 삭제목록(Index of Expurgations)을 함께 발행하였다.(금서목록이 처음 만들어진 것인 1564년 피우 4세에 의해서였고, 삭제목록은 1571년 최초로 나왔다는 주장도 있다)
로마의 이단심문소는 훗날 검사성부로 개칭되어 교황청의 정부 부처로서 기능하게 되었다. 검사성부는 지금도 각국의 신학자, 철학자, 교회법 전문가들을 대거 거느리고 있으며 그들의 의견에 따라 서적에 대한 검열과 심의를 실시하고 있었다.
당초엔 검사성부는 조르다노 브루노 같은 케이스만 취급했었지만, 이윽고 개인의 단죄보다 저작물을 중심으로 한 사상의 심의를 다루게 되면서 그에 따라 금서 목록을 작성하기에 이른다. 발족 이래, 로마의 이단심문소인 검사성부의 결정이 미치는 범위는 이탈리아 국내에 한정되어 있어 국외에 대해서는 금서 목록의 송부나 결정 사항의 연락 이상의 영향력을 미치지 않았다. 검사성부가 취급한 사안 가운데 가장 유명한 것은 뭐니뭐니해도 17세기의 갈릴레오 갈릴레이의 저작에 관한 사안(이른바 갈릴레이 재판)이라 할 수 있다. 금서 목록은 20세기 들어서야 폐지되었지만, 검사성부 자체는 신앙교리성으로서 오늘날까지 계승되어 존속하고 있다.

## 인도 고아의 이단심문
인도에 이단심문소가 들어 온 것은 포르투갈과 정부와 함께 온 예수회로부터이다. 예수회원들은 고아에 이단심문소를 설치하고 성도마 그리스도인(인도에서 동방교회 교인들을 일컬음)들을 가혹하게 탄압했다. 신학자 벤자민G 윌킨스가 쓴 《이것이 기독교회사입니다》에는 인도 고아에서 예수회의 이단심문 모습이 다음과 같이 묘사되어 있다.
"최고의 형벌은 화형 주에서 불태우는 것이었다. 만일 신약의 그리스도교를 믿던 신자가 불행하게도 자기의 단순한 신앙을 포기하고 로마 가톨릭 교회의 모든 새로운 제도들, 의식들, 성찬식 등을 받아들이지 않았다면, 검은 가운을 입고 머리에는 두건을 쓴 채 공설 광장으로 인도되어 최후의 희생을 치러야 하는 날이 이를 것이었다. 그들의 골고다에 도착하면 화형을 선고 받은 사람들은 장작더미 위에 높이 마련된 화형 주에 묶이게 될 것이었다. 그러면 두 명의 제수이트(예수회원)가 구슬픈 어조로 회개의 권유를 외칠 것이었다. 마침내 이단심문관의 승낙이 떨어지면 긴 막대기 끝에 달아 만든 불타는 횃불이 괴로워하는 순교자들의 얼굴에 가하여지고, 그 고문은 그들의 얼굴이 까맣게 탈 때까지 계속되었다. 그런 다음 그 불꽃은 아랫부분에 적용되었고, 밑에서 타오르는 불길은 점점 높이 올라가면서 그들의 신앙을 위하여 목숨을 바치는 희생자들을 태워버렸다."

## 그 외
에스파냐에서의 이단심문 폐지는 1834년이었지만, 이단심문이라고 하는 말은 오늘날까지 부정적인 이미지를 가진 말로 인식되어 있다.

## 같이 보기
- 돈 키호테